# Deuxième Circonscription de Dembia
La deuxième Circonscription de Dembia est une des 135 circonscriptions législatives de l'État fédéré Amhara, elle se situe dans la Zone Nord Gonder. Son représentant actuel est Tefera Derbaw Yemam.